# Meoneura freta
Meoneura freta är en tvåvingeart som beskrevs av Collin 1937. Meoneura freta ingår i släktet Meoneura och familjen kadaverflugor. Inga underarter finns listade i Catalogue of Life.